# 興膳宏
興膳 宏（こうぜん ひろし、1936年10月25日 - 2023年10月16日）は、日本の文学者（中国文学）。文学博士（京都大学・論文博士・1989年）。京都大学名誉教授、日本学士院会員、文化功労者。
愛知教育大学教育学部助教授、名古屋大学教養学部助教授、京都大学文学部教授、京都大学大学院文学研究科教授、京都大学文学部長、京都大学大学院文学研究科長、京都国立博物館館長などを歴任した。

## 人物
古典中国文学者で福岡県出身。中国文学でも特に六朝期の文学研究で知られている。愛知教育大学、名古屋大学、京都大学で教鞭を執り、京都国立博物館では館長を務めた。2016年に日本学士院会員に選任され、2019年には文化功労者として顕彰された。

## 生涯

### 生い立ち
福岡市に生まれる。福岡県立修猷館高等学校を経て、1961年、京都大学文学部を卒業し、1966年、同大学院文学研究科中国語学・中国文学専攻博士課程を修了。

### 研究者として
愛知教育大学助教授、名古屋大学教養学部助教授を経て、1974年、京都大学文学部助教授、1982年、同文学部教授、1996年、同大学院文学研究科教授、1998年、同文学部長・文学研究科長に就任。1989年、「中国の文学理論」で、文学博士（京都大学）の学位を取得。2000年京都大学を退官し、同名誉教授となる。
中国文学理論、六朝文学研究の第一人者として知られ、フランス語にも堪能で、欧米の学界との連携も強めた。1986年から1987年にかけて、フランス高等研究院客員教授を務め、中国文学理論についての包括的な連続講義を行い学術交流を続け、日仏東洋学会会長にもなった。
2001年、京都国立博物館長を経て、財団法人東方学会理事長（2009年9月～2015年6月）。「中国文学理論の研究」により2013年度日本学士院賞受賞。2016年12月12日、学士院第1104回総会において学士院会員に選出された。2019年、文化功労者。
2023年10月16日、京都府宇治市の病院で死去。86歳没。

## 著書
- 『中国詩文選10 潘岳 陸機』筑摩書房 1973年
- 『中国の詩人 その詩と生涯4 庾信－望郷詩人』集英社 1983年
- 『中国の文学理論』筑摩書房 1988年
- 『異域の眼 中国文化散策』筑摩書房 1995年
- 『陶淵明 風呂で読む』世界思想社 1998年／「陶淵明」講談社学術文庫 2024年12月
- 『乱世を生きる詩人たち－六朝詩人論』研文出版 2001年
- 『古典中国からの眺め』研文出版〈研文選書〉2003年
- 『平成漢字語往来 世相を映すコトバたち』日本経済新聞出版社 2007年
- 『中国名文選』岩波新書 2008年
- 『新版 中国の文学理論 中国文学理論研究集成1』清文堂出版 2008年
- 『中国文学理論の展開 中国文学理論研究集成2』清文堂出版 2008年
- 『中国古典と現代』研文出版〈研文選書〉2008年
- 『杜甫－憂愁の詩人を超えて 書物誕生』岩波書店 2009年
- 『漢語日歴』岩波新書 2010年
- 『仏教漢語50話』岩波新書 2011年
- 『合璧　詩品 書品』研文出版 2011年
- 『杜甫のユーモア ずっこけ孔子』岩波書店 2014年
- 『中国詩文の美学』創文社〈中国学芸叢書〉2016年。講談社「創文社オンデマンド叢書」2022年 - 電子書籍で再刊

### 編著ほか
- 『中国文学を学ぶ人のために』世界思想社 1991年
- 『六朝詩人群像』大修館書店〈あじあブックス〉2001年
- 『隋書経籍志詳攷』川合康三と共著、汲古書院 1995年
- 『六朝詩人傳』大修館書店 2000年 - 編者代表、詩人達の列伝、原文・書き下し・訳注
- 『興膳教授退官記念　中國文學論集』汲古書院 2000年
- 吉川幸次郎『杜甫詩注』岩波書店 2012年〜2016年。第1期全10冊
  - 『杜甫詩注』岩波書店 2024年10月〜。第2期全3冊、弟子らが補訂
- 鈴木虎雄『駢文史序説』研文出版 2007年。校補

### 訳著
- 「王羲之伝」、「晋書」-『中國散文選 世界文學大系72』より、筑摩書房、1965年
- 『文心雕龍』〈世界古典文学全集25〉筑摩書房、1968年、復刊1982年・2005年ほか
- 「鍾嶸 詩品」-『文学論集 中国文明選13』朝日新聞社、1972年、再版1977年
- B.グリンパス「中国の思想」- 第9章『中世の哲学　西洋哲学の知 II』
白水社、1976年、新装版1998年（フランソワ・シャトレ編者代表、山田晶監訳）
- 「書品」、梁代・庾肩吾 -『中国書論大系1 漢魏晋南北朝』より
二玄社、1977年、新版1992年（中田勇次郎編）
- 張少康『諸子百家の文芸観』 釜谷武志共訳、汲古書院、1985年
- 『弘法大師空海全集 5　文鏡秘府論』 筑摩書房、1986年、復刊2001年
- 『鑑賞中国の古典 12 文選』 川合康三と共訳著、角川書店、1988年 - 賦・詩・文章の抜粋解説
  - 改訂版『精選訳注 文選』講談社学術文庫、2023年10月 - 電子書籍も刊
- 李沢厚『中国の伝統美学』平凡社、1995年 - 共編訳
- フランソワ・ジュリアン『無味礼讃－中国とヨーロッパの哲学的対話』小関武史共訳、平凡社、1997年
- 『荘子』福永光司共訳注 - 「老子・荘子」〈世界古典文学全集17〉筑摩書房、2004年／ちくま学芸文庫（全3巻）、2013年
- 『古代漢詩選』〈日本漢詩人選集・別巻〉研文出版、2005年
- 『「朱子語類」訳注　巻十〜十一』木津祐子・斎藤希史共訳注、汲古書院、2009年。※ 全巻数・完結時期未定